# Coppa del Mondo di slittino 2014
La Coppa del Mondo di slittino 2013/14, trentasettesima edizione della manifestazione organizzata dalla Federazione Internazionale Slittino, ebbe inizio il 16 novembre 2013 a Lillehammer in Norvegia e si concluse il 26 gennaio 2014 a Sigulda in Lettonia. Furono disputate trentatré gare: nove nel singolo uomini, nel singolo donne e nel doppio e sei nella gara a squadre in nove differenti località. Nel corso della stagione si tennero anche i XXII Giochi olimpici invernali di Soči 2014, in Russia, competizione non valida ai fini della Coppa del Mondo, mentre le tappe di Sigulda e Whistler furono valide rispettivamente anche come campionati europei e campionati pacifico-americani.
Le coppe di cristallo, trofeo conferito ai vincitori del circuito, furono riconquistate dai detentori uscenti: il tedesco Felix Loch vinse la classifica del singolo uomini, la connazionale Natalie Geisenberger conquistò il trofeo del singolo donne, la coppia teutonica formata da Tobias Wendl e Tobias Arlt si aggiudicò la vittoria del doppio e la nazionale di slittino della Germania primeggiò nella graduatoria a squadre.

## Risultati

### Singolo uomini
| Data             | Località             | Nazione     | Primo classificato         | Secondo classificato            | Terzo classificato             |
| ---------------- | -------------------- | ----------- | -------------------------- | ------------------------------- | ------------------------------ |
| 17 novembre 2013 | Lillehammer          | Norvegia    | Dominik Fischnaller Italia | David Möller Germania           | Felix Loch Germania            |
| 23 novembre 2013 | Igls                 | Austria     | Felix Loch Germania        | David Möller Germania           | Dominik Fischnaller Italia     |
| 30 novembre 2013 | Winterberg           | Germania    | Chris Eißler Germania      | Armin Zöggeler Italia           | David Möller Germania          |
| 6 dicembre 2013  | Whistler             | Canada      | Felix Loch Germania        | Christopher Mazdzer Stati Uniti | Dominik Fischnaller Italia     |
| 14 dicembre 2013 | Park City            | Stati Uniti | Armin Zöggeler Italia      | Christopher Mazdzer Stati Uniti | Wolfgang Kindl Austria         |
| 5 gennaio 2014   | Schönau am Königssee | Germania    | Felix Loch Germania        | Armin Zöggeler Italia           | Gregory Carigiet Svizzera      |
| 12 gennaio 2014  | Oberhof              | Germania    | Felix Loch Germania        | Andi Langenhan Germania         | Julian von Schleinitz Germania |
| 18 gennaio 2014  | Altenberg            | Germania    | Felix Loch Germania        | Albert Demčenko Russia          | Andi Langenhan Germania        |
| 26 gennaio 2014  | Sigulda              | Lettonia    | Armin Zöggeler Italia      | Johannes Ludwig Germania        | Dominik Fischnaller Italia     |

### Singolo donne
| Data             | Località             | Nazione     | Prima classificata            | Seconda classificata          | Terza classificata        |
| ---------------- | -------------------- | ----------- | ----------------------------- | ----------------------------- | ------------------------- |
| 16 novembre 2013 | Lillehammer          | Norvegia    | Natalie Geisenberger Germania | Tat'jana Ivanova Russia       | Alex Gough Canada         |
| 23 novembre 2013 | Igls                 | Austria     | Natalie Geisenberger Germania | Tatjana Hüfner Germania       | Anke Wischnewski Germania |
| 1º dicembre 2013 | Winterberg           | Germania    | Natalie Geisenberger Germania | Tatjana Hüfner Germania       | Anke Wischnewski Germania |
| 7 dicembre 2013  | Whistler             | Canada      | Natalie Geisenberger Germania | Alex Gough Canada             | Anke Wischnewski Germania |
| 13 dicembre 2013 | Park City            | Stati Uniti | Natalie Geisenberger Germania | Anke Wischnewski Germania     | Alex Gough Canada         |
| 4 gennaio 2014   | Schönau am Königssee | Germania    | Natalie Geisenberger Germania | Tatjana Hüfner Germania       | Alex Gough Canada         |
| 11 gennaio 2014  | Oberhof              | Germania    | Tatjana Hüfner Germania       | Natalie Geisenberger Germania | Dajana Eitberger Germania |
| 19 gennaio 2014  | Altenberg            | Germania    | Natalie Geisenberger Germania | Alex Gough Canada             | Kimberley McRae Canada    |
| 25 gennaio 2014  | Sigulda              | Lettonia    | Kate Hansen Stati Uniti       | Alex Gough Canada             | Natal'ja Choreva Russia   |

### Doppio
| Data             | Località             | Nazione     | Primi classificati                        | Secondi classificati                        | Terzi classificati                                                       |
| ---------------- | -------------------- | ----------- | ----------------------------------------- | ------------------------------------------- | ------------------------------------------------------------------------ |
| 16 novembre 2013 | Lillehammer          | Norvegia    | Tobias Wendl Tobias Arlt Germania         | Toni Eggert Sascha Benecken Germania        | Andreas Linger Wolfgang Linger Austria                                   |
| 24 novembre 2013 | Igls                 | Austria     | Toni Eggert Sascha Benecken Germania      | Tobias Wendl Tobias Arlt Germania           | Peter Penz Georg Fischler Austria                                        |
| 30 novembre 2013 | Winterberg           | Germania    | Tobias Wendl Tobias Arlt Germania         | Christian Oberstolz Patrick Gruber Italia   | Ludwig Rieder Patrick Rastner Italia e Peter Penz Georg Fischler Austria |
| 6 dicembre 2013  | Whistler             | Canada      | Tobias Wendl Tobias Arlt Germania         | Toni Eggert Sascha Benecken Germania        | Peter Penz Georg Fischler Austria                                        |
| 13 dicembre 2013 | Park City            | Stati Uniti | Tobias Wendl Tobias Arlt Germania         | Andreas Linger Wolfgang Linger Austria      | Toni Eggert Sascha Benecken Germania                                     |
| 4 gennaio 2014   | Schönau am Königssee | Germania    | Tobias Wendl Tobias Arlt Germania         | Toni Eggert Sascha Benecken Germania        | Tristan Walker Justin Snith Canada                                       |
| 11 gennaio 2014  | Oberhof              | Germania    | Toni Eggert Sascha Benecken Germania      | Tobias Wendl Tobias Arlt Germania           | Vladislav Južakov Vladimir Machnutin Russia                              |
| 18 gennaio 2014  | Altenberg            | Germania    | Tobias Wendl Tobias Arlt Germania         | Toni Eggert Sascha Benecken Germania        | Peter Penz Georg Fischler Austria                                        |
| 25 gennaio 2014  | Sigulda              | Lettonia    | Christian Oberstolz Patrick Gruber Italia | Vladislav Južakov Vladimir Machnutin Russia | Andreas Linger Wolfgang Linger Austria                                   |

### Gara a squadre
| Data             | Località             | Nazione     | Primi classificati                                                             | Secondi classificati                                                           | Terzi classificati                                                             |
| ---------------- | -------------------- | ----------- | ------------------------------------------------------------------------------ | ------------------------------------------------------------------------------ | ------------------------------------------------------------------------------ |
| 24 novembre 2013 | Igls                 | Austria     | Germania Natalie Geisenberger Felix Loch Toni Eggert Sascha Benecken           | Canada Alex Gough Samuel Edney Tristan Walker Justin Snith                     | Italia Sandra Gasparini Dominik Fischnaller Christian Oberstolz Patrick Gruber |
| 1º dicembre 2013 | Winterberg           | Germania    | Italia Sandra Gasparini Dominik Fischnaller Christian Oberstolz Patrick Gruber | Stati Uniti Kate Hansen Tucker West Christian Niccum Jayson Terdiman           | Austria Nina Reithmayer Daniel Pfister Peter Penz Georg Fischler               |
| 7 dicembre 2013  | Whistler             | Canada      | Germania Natalie Geisenberger Felix Loch Tobias Wendl Tobias Arlt              | Canada Alex Gough Samuel Edney Tristan Walker Justin Snith                     | Austria Nina Reithmayer Reinhard Egger Andreas Linger Wolfgang Linger          |
| 14 dicembre 2013 | Park City            | Stati Uniti | Germania Natalie Geisenberger Felix Loch Tobias Wendl Tobias Arlt              | Stati Uniti Kate Hansen Christopher Mazdzer Matthew Mortensen Preston Griffall | Austria Nina Reithmayer Wolfgang Kindl Andreas Linger Wolfgang Linger          |
| 5 gennaio 2014   | Schönau am Königssee | Germania    | Germania Natalie Geisenberger Felix Loch Tobias Wendl Tobias Arlt              | Canada Alex Gough Samuel Edney Tristan Walker Justin Snith                     | Italia Sandra Gasparini Armin Zöggeler Ludwig Rieder Patrick Rastner           |
| 19 gennaio 2014  | Altenberg            | Germania    | Russia Tat'jana Ivanova Albert Demčenko Vladislav Južakov Vladimir Machnutin   | Canada Alex Gough Samuel Edney Tristan Walker Justin Snith                     | Germania Natalie Geisenberger Felix Loch Tobias Wendl Tobias Arlt              |

## Classifiche

### Singolo uomini
| Pos. | Nome                | Nazione     | LIL | IGL | WIN | WHI | PAC | KÖN | OBE | ALT | SIG | Totale |
| ---- | ------------------- | ----------- | --- | --- | --- | --- | --- | --- | --- | --- | --- | ------ |
| 1    | Felix Loch          | Germania    | 3   | 1   | 4   | 1   | 5   | 1   | 1   | 1   | –   | 685    |
| 2    | Armin Zöggeler      | Italia      | 4   | 5   | 2   | 10  | 1   | 2   | 22  | 5   | 1   | 595    |
| 3    | Dominik Fischnaller | Italia      | 1   | 3   | 5   | 3   | 4   | 4   | 10  | 28  | 3   | 534    |
| 4    | David Möller        | Germania    | 2   | 2   | 3   | 4   | 6   | 6   | 5   | 4   | –   | 515    |
| 5    | Christopher Mazdzer | Stati Uniti | 14  | 4   | 15  | 2   | 2   | 21  | 18  | 9   | 7   | 412    |
| 6    | Andi Langenhan      | Germania    | 13  | 9   | 11  | 5   | 15  | 8   | 2   | 3   | –   | 381    |
| 7    | Samuel Edney        | Canada      | 20  | 6   | 6   | 6   | 8   | 5   | 20  | 6   | 10  | 375    |
| 8    | Wolfgang Kindl      | Austria     | 5   | 11  | 21  | 14  | 3   | 19  | 7   | 13  | 11  | 339    |
| 9    | Gregory Carigiet    | Svizzera    | 11  | 16  | 10  | 7   | 18  | 3   | 17  | 7   | 22  | 323    |
| 10   | Reinhard Egger      | Austria     | 29  | 8   | 18  | 8   | 10  | 7   | 6   | 11  | 13  | 315    |

### Singolo donne
| Pos. | Nome                 | Nazione     | LIL | IGL | WIN | WHI | PAC | KÖN | OBE | ALT | SIG | Totale |
| ---- | -------------------- | ----------- | --- | --- | --- | --- | --- | --- | --- | --- | --- | ------ |
| 1    | Natalie Geisenberger | Germania    | 1   | 1   | 1   | 1   | 1   | 1   | 2   | 1   | –   | 785    |
| 2    | Alex Gough           | Canada      | 3   | 7   | 4   | 2   | 3   | 3   | 5   | 2   | 2   | 626    |
| 3    | Tatjana Hüfner       | Germania    | 13  | 2   | 2   | 4   | 7   | 2   | 1   | 4   | –   | 551    |
| 4    | Anke Wischnewski     | Germania    | 7   | 3   | 3   | 3   | 2   | 7   | 4   | 7   | –   | 493    |
| 5    | Dajana Eitberger     | Germania    | 60  | 4   | 9   | 7   | 5   | 4   | 3   | 5   | 7   | 432    |
| 6    | Erin Hamlin          | Stati Uniti | 8   | 6   | 6   | 5   | 8   | 13  | 10  | 6   | 4   | 415    |
| 7    | Kate Hansen          | Stati Uniti | 12  | 23  | 7   | 6   | 4   | 15  | 12  | 21  | 1   | 384    |
| 8    | Tat'jana Ivanova     | Russia      | 2   | 11  | 5   | –   | –   | 11  | 6   | 8   | 5   | 355    |
| 9    | Kimberley McRae      | Canada      | 18  | 24  | 10  | 11  | 10  | 5   | 14  | 3   | 6   | 349    |
| 10   | Sandra Gasparini     | Italia      | 6   | 9   | 18  | 12  | 12  | 8   | 13  | 11  | 13  | 312    |

### Doppio
| Pos. | Nome                                 | Nazione     | LIL | IGL | WIN | WHI | PAC | KÖN | OBE | ALT | SIG | Totale |
| ---- | ------------------------------------ | ----------- | --- | --- | --- | --- | --- | --- | --- | --- | --- | ------ |
| 1    | Tobias Wendl Tobias Arlt             | Germania    | 1   | 2   | 1   | 1   | 1   | 1   | 2   | 1   | –   | 770    |
| 2    | Toni Eggert Sascha Benecken          | Germania    | 2   | 1   | DNF | 2   | 3   | 2   | 1   | 2   | –   | 630    |
| 3    | Christian Oberstolz Patrick Gruber   | Italia      | 4   | 4   | 2   | 8   | 5   | 6   | 4   | 10  | 1   | 548    |
| 4    | Peter Penz Georg Fischler            | Austria     | 9   | 3   | 3   | 3   | 6   | 4   | 5   | 3   | 4   | 544    |
| 5    | Ludwig Rieder Patrick Rastner        | Italia      | 11  | 6   | 3   | 7   | 4   | 7   | 6   | 6   | 7   | 452    |
| 6    | Andreas Linger Wolfgang Linger       | Austria     | 3   | 5   | –   | 5   | 2   | DNF | 14  | 5   | 3   | 438    |
| 7    | Tristan Walker Justin Snith          | Canada      | 19  | 12  | 5   | 4   | 8   | 3   | 8   | 8   | 8   | 407    |
| 8    | Vladislav Južakov Vladimir Machnutin | Russia      | 5   | 9   | 7   | -   | -   | 10  | 3   | 4   | 2   | 391    |
| 9    | Juris Šics Andris Šics               | Lettonia    | 12  | 7   | 6   | 10  | 10  | 5   | 12  | 9   | 5   | 381    |
| 10   | Matthew Mortensen Preston Griffall   | Stati Uniti | 13  | 15  | 17  | 9   | 9   | DNF | 11  | 16  | 13  | 267    |

### Gara a squadre
| Pos. | Nome        | IGL | WIN | WHI | PAC | KÖN | ALT | Totale |
| ---- | ----------- | --- | --- | --- | --- | --- | --- | ------ |
| 1    | Germania    | 1   | 9   | 1   | 1   | 1   | 3   | 509    |
| 2    | Canada      | 2   | DSQ | 2   | 4   | 2   | 2   | 400    |
| 3    | Stati Uniti | 4   | 2   | 4   | 2   | 5   | 6   | 395    |
| 4    | Italia      | 3   | 1   | 5   | 5   | 3   | DSQ | 350    |
| 5    | Lettonia    | 6   | 4   | 6   | 7   | 6   | 4   | 316    |
| 6    | Austria     | 5   | 3   | 3   | 3   | DSQ | 9   | 304    |
| 7    | Russia      | DSQ | DNF | 7   | 6   | 4   | 1   | 256    |
| 8    | Slovacchia  | 7   | DNF | 8   | 8   | 7   | 5   | 231    |
| 9    | Rep. Ceca   | 9   | 7   | DNF | 9   | 8   | 7   | 212    |
| 10   | Polonia     | 8   | 5   | 10  | 10  | 9   | DNS | 208    |